# أورزوبيك شاييموف
أورزوبيك شاييموف (مواليد 25 سبتمبر 1987) هو ملاكم أوزباكستاني، مثّل بلاده في الألعاب الأولمبية الصيفية 2012.

## روابط خارجية
أورزوبيك شاييموف على موقع أوليمبيديا (الإنجليزية)